# Wii Sports Resort

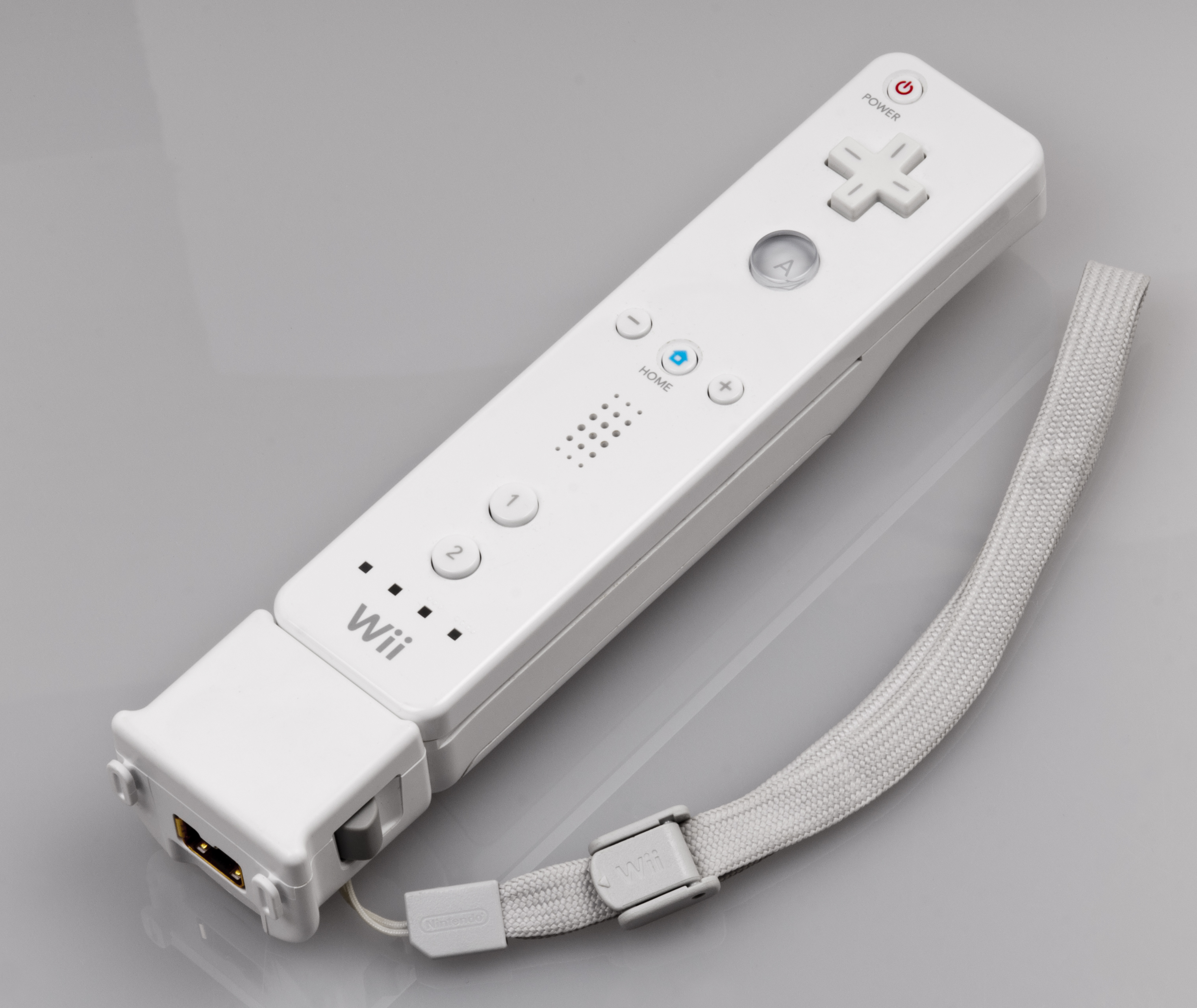
Wiiモーションプラスを取り付けたWiiリモコン

『Wii Sports Resort』（ウィー スポーツ リゾート）は、任天堂開発・発売のWii専用ゲームソフトである。日本では2009年6月25日に通常版が発売された。

## 概説
『Wii Sports』の続編で、Wiiリモコン内蔵の3軸加速度センサ機能を強化する周辺機器『Wiiモーションプラス』に対応したソフトの一つとして、E3 2008の任天堂プレスカンファレンスで発表された。ソフト1本につきWiiモーションプラス（シロ）が1個同梱されている。Wiiモーションプラスに対応したことにより、より正確で直感的なプレイが可能となっている。日本では初のWiiモーションプラス対応タイトルである（日本国外ではエレクトロニック・アーツの『Tiger Woods PGA Tour 10』『Grand Slam Tennis』が先に発売された）。
なお、前作はTouch! Generationsシリーズとして発売されたが、本作はシリーズに分類されていない。
発売当初、SDカードメニューから直接ゲームを起動した後に『Wii Sports Resort』を起動すると、初回起動時にのみ再生されるはずの「Wiiモーションプラスつけ方ムービー」が強制的に再生されてしまうバグが発生していたが、2009年7月3日にWii本体のファームウェアのアップデートプログラムを配信することで対応した。
2010年11月11日には、Wiiモーションプラスに代わり、Wiiリモコンプラス（アオ）が同梱された「Wiiリモコンプラス パック」が発売された。
2011年6月23日からは、Wii本体に「Wiiリモコンプラス パック」が同梱された。各調査会社では本体同梱分をソフトの売上本数に含めているため、形式的な販売本数がさらに伸びている。

## 舞台
本作は南国のリゾート「ウーフーアイランド」とその南西にある「ウェッジ島」を舞台としている。「ウーフーアイランド」は『Wii Fit』のジョギングコースとしても登場している「ウィフィ島」が原案（島の名前は本作で公表された）。
ウーフーアイランドにはデンガ・ナマンガ火山や絶叫の滝、レッド・ゲート・ブリッジや古代遺跡テンカ・ウントなどいろいろな名所がある。
デンガ・ナマンガ火山
島のほぼ中央にある火山。マグマは今もグラグラと煮立っているが、200年ぐらい噴火はしていないという。山の内側は空洞になっており、「スカイレジャー」の「遊覧飛行」および「対戦飛行」モードでは火口や山の腹部の穴から内側へと入ることができる。また、「チャンバラ」「アーチェリー」のステージとしても登場する。
絶叫の滝
落差107メートル、毎秒7tの水が落ちる。滝はダクリング湖とつながっていて、湖の水が滝に落ちて島の南を通り、海に流れる。マイナスイオンが発生しているが、なんの効果もないらしい。島一番の観光名所。
動かずの時計台
町の中心部にある時計台。しかし、時計が壊れており、何の意味もない。どこかの時計マニアが針を一つ持って行ってしまった。
ジョギング広場
ジョギングの愛好家たちの集合場所。『Wii Fit Plus』のジョギング初級では実際にこの場所からスタートする。
レッド・ゲート・ブリッジ
その名の通りの赤い橋。橋の中間に柱がある斜張橋で、車両の通行が可能。ワイヤーに飛行機が引っかかる事故が後を絶たないという。
ダクリング湖
デンガ・ナマンガ火山の隣にある湖。カヌーの舞台である。
ジャイアント・キャンドル・ムヨーノ
島の西部にある灯台。設計ミスでもともとの高さから1.5倍高くなってしまった。光量は160万カンデラ。遊覧飛行で付近を通過すると、モールス信号を傍受する。
謎の超古代遺跡 テンカ・ウント
島の北部にある古代遺跡。ブロックの中から大量のコインが発掘された他、落とし穴と思われる縦穴から無数の人骨となぜかカメのこうらが見つかっている。
ホテル・シーサイド・スーペリア
島の東部にあるホテル。砂浜側にプールがあり、砂浜側のプールサイドでピンポンが行われる。一方、その隣にテニスコートがあるが、何者かにボールが盗まれており、プレイ出来ない。
パウダー・ホワイト・ビーチ
ラクダ岩の周りの砂浜。フリスビーの舞台である。
プライベート・ヴィラ・コソコソ
環状第2トンネルの近くにあり、隠れ家的ロケーションがリゾート上級者に人気。
クイーン・ピーチ号
島の南、ヨットハーバーにずっと停泊している赤と白の船。遊覧飛行で船付近を飛ぶと音楽が流れる。
ラクダ岩
パウダー・ホワイト・ビーチにある岩。今は全然面影がないが昔はラクダに似ていたらしい。
ニュータウン
ここに住んでいる人のほとんどがホテル・シーサイド・スーペリアの従業員。遊覧飛行で付近を走行すると、とある家からファミコンの音が聞こえてくる。
ウェッジ島
ホテル・ナインティーン
島の中心部にあるホテル。屋根には大きなゴルフボールとゴルフバットが乗っている。カフェでは、裏メニューのスタミナ冷やしうどんが人気。
クラブ・ロック・ツインズ
ゴルフコース内にある大きな岩。名前の由来は、ゴルフクラブと似た岩が二つ並んでいることから来ている。本島からウェッジ島を見渡すと、この岩がかなり目立っている。

## 収録スポーツ
収録されているスポーツの数は前作『Wii Sports』では5種目だったが、本作では大幅に追加され、12種目となっている。前作に収録されていた競技のうち「ボウリング」「ゴルフ」は引き続き収録されているが、「テニス」「ベースボール」「ボクシング」は本作には収録されていない。
前作同様、どのスポーツにもMiiごとに「熟練度」というパラメータがあり、対コンピュータ（COM）戦（チャンバラ、バスケットボール、ピンポン、自転車が該当）の結果により増減する。このポイントは原則として試合に勝つことにより上がり、負けると下がる。しかし値の低いうちは負けても上がり、値が高くなると勝っても試合内容次第では下がることもある。また、値が高くなると対戦するCOMプレイヤーもレベルの高いキャラクターになるという点も前作と共通している。この熟練度が1000ポイントを超えると、前作では「プロ」の称号が付いたが、本作では称号が「名人」に変更された。ちなみに2000ポイントを超えると「超人」の称号が付く。熟練度の最高は2500。なお、ゲームではそれぞれ特定の条件をクリアすることでスタンプがもらえるようになっている。どの競技にも、スタンプは5個ある。

### チャンバラ
Wiiリモコンを剣に見立てて振って遊ぶ（突きも可能）。Bボタンを押している間は防御の構えになり、相手の剣と自分の剣が垂直になるように攻撃を受けると防御が成功する。攻撃を防御された方はよろめいて隙ができてしまう。
試合
一対一でお互い向かい合ってスポーツチャンバラのような形式で勝負する。本家のスポーツチャンバラでは相手の体に一撃入れた時点で勝敗が決するが、このゲームでは相手に攻撃を当てて後退させ、場外に落としリングアウトさせれば勝利となる。大きく振りかぶると攻撃を当てた時の威力も高くなり、相手は大きく後退する。
三本勝負で二本先取すると勝利。制限時間があるので、引き分けになることもある。その結果、三本で勝敗が決しないと、通常よりも狭くなったステージで最終決戦を行う。一撃二撃当てれば勝負がついてしまう程にステージが狭くなっているが、それでも勝負がつかない場合は引き分けで終わる。
通常は昼間での試合になるが、キャラ選択が終わって試合が始まるまでにWiiリモコンの2ボタンを押しっぱなしにすると、夕方での試合になる。熟練度1500前後になるとチャンピオン（マット）との対決になるが、これに勝利すると特典があり、キャラ選択が終わって試合が始まるまでにリモコンの1ボタンを押しっぱなしにすると、紫色の剣（チャンピオンが持っている剣）が使えるようになる。
防具は3種類あり、熟練度が上がると防具がグレードアップする。
難易度の上がり方が比較的緩やかで、最初のうちは敵が全然攻撃してこないので適当に振り回しているだけでもそこそこ先に進める内容となっている。
居合い斬り
1-2人対戦。自分と相手が並んで立ち、審判が放り投げてプレイヤー達の目の前に落ちて来た物を指示された方向（上、右、左だけではなく、斜め四方向も含まれる）通りに斬る。先に正しい方向に斬った方が勝ちとなり、これを先に10回成功させた方の勝利となる。斬る方向を間違えると失敗と見なされ、相手より先に斬ったとしても負けとなる。ちなみに突きを当てると絶対に失敗扱いになる。ただし空振りした場合はまだ斬っていないと見なされて失敗にはならない（だが、空振りしている間に相手が先に斬っていることがほとんどなので、実質的に空振りも失敗のようなものと言える）。また、同タイミングで斬った場合は、斬った時の角度がより正確な方が勝利となる。
チャンピオンのマットとの対決では、ライアン（デビュー戦で必ず対戦する相手）が審判を務める。
試合などと同じく熟練度が上がると防具がグレードアップする。
「居合い斬り」と銘打ってはいるが、実際は鞘を使っていないので厳密に言うと「早斬り」での勝負である。
組み手
島中のスポットを巡って、次々向かって来る20～70人の敵達を倒していく1人用のモード。3回攻撃を受けると失敗となる。敵の強さは全員同じという訳ではなく、ほとんどの敵は攻撃を1回当てると倒せるが、中には攻撃を2回、または3回当てないと倒せない敵もおり、基本的にはライフが多く設定されている敵の方が強くなっている。ただし、ライフ1の敵に関してもステージを進める毎に手強くなっていく傾向にある。
自分の周りを囲まれるが、2人以上の敵が同時に攻撃することはなく、一対一を延々と繰り返す。向かい合っている敵の近くにも敵がいる場合、横斬りを出せば複数の敵のライフをまとめて減らすこともできる。
ステージ20をクリアすると特典があり、キャラ選択が終わってゲームが始まるまでにリモコンの1ボタンを押しっぱなしにすると、紫色の剣（組み手のボスが持っている剣）が使えるようになる。試合などと同じく熟練度が上がると防具がグレードアップする。

### ウェイクボード
1-4人。交代してリモコンを使える。横にしたWiiリモコンをウェイクボードのハンドルに見立て、両手で持って遊ぶ。リモコンを左右に傾けるとその方向に水上を滑っていき、モーターボートが起こす波の上でリモコンを上に振ると波をジャンプ台にして高く跳ぶ。それから着水を決めると得点が入る。着水の瞬間にボードが水平になるようにリモコンを調整しないと上手く着水できない。しかし、床や机などに置くことで水平に調整していると認識されるという比較的楽な方法も存在する。連続でジャンプを成功させると徐々に宙返りや捻りを入れるようになり、ジャンプが派手になっていく。初級、中級、上級とあり、障害物も増えていく。障害物にぶつかるか糸が引っかかると、コンティニューはできるが、連続記録がリセットされてしまう。制限時間は2分、競技を始める前に－ボタンをおすとフリーライドという5分間の練習モードができる。

### フリスビー
実際にフリスビーを投げる時と同様にWiiリモコンを水平に構え、手首のスナップを効かせて横に振って遊ぶ。最初に利き腕を設定する際に、フリスビーを投げる操作のオートとマニュアルを選ぶ必要がある（設定は後からでも変更可能）。オートはリモコンを振るだけでフリスビーを投げ、マニュアルはフリスビーを投げるタイミングをBボタンを離すことで決定する。
リモコンを上下に傾けると投げたフリスビーを曲げることができる。極端に傾けて垂直にすれば、フリスビーを車輪のように転がすこともできる。
なお、フリスビーは登録商標のため、®︎がついている。正式名称は「フライングディスク」。
フリスビードッグ
砂浜でフリスビーを飛ばし、それを地面に着く前に犬にキャッチしてもらい点を得る競技。フリスビーを飛ばす方向と落として良いエリアは投げる度に変わる。犬がエリアの中心に近い位置でフリスビーをキャッチするにつれ、得点も10点、50点、100点と高くなり、50点区域以上だと犬がジャンプキャッチする場合がある（フリスビーが低空で飛んでいる時は普通にキャッチする）。ジャンプキャッチはプレイヤーの意思とは関係なく行われるが、専用のボーナスポイントが入る。全部で10回投げるが、6投目からはバルーンチャレンジとなり、宙に浮いた大き目の風船にフリスビーを当てた上で犬がキャッチに成功するとボーナス点が入る。風船の位置とフリスビーを投げるエリアの方向がズレている場合はカーブを投げる必要があるが、風船に当てなくても減点される訳ではないので風船を狙うかどうかは自由である。パーフェクトは1500点。成功を続けると犬の機嫌がよくなっていき、失敗を繰り返すと犬の機嫌が悪くなるという細かな演出もある。
ちなみにフリスビーをキャッチする犬は、『Wii Fit』のジョギングでも登場した犬である。
フリスビーゴルフ
フリスビーをボール代わりにしてゴルフを行う。回るコースは通常のゴルフと同じ。ゴルフではクラブを使い分けてボールの飛距離をある程度調整できるが、このゲームでは大きさの違う3種類のフリスビーを使い分けて飛距離を調整する。大きいロングフリスビーほど遠くへ飛ぶ。オススメはあくまで目安であり、投げ方次第では大きく飛距離を伸ばすことが可能。グリーン上にはボールを入れるカップの代わりにゴールエリアが設置されている。そのエリア内にフリスビーを落とす必要は無く、フリスビーがエリア上を飛ぶだけでクリアになる。そのため、普通のゴルフよりもホールインワンが出やすい。その分、普通のゴルフよりも飛距離調整が難しい。
様々なコースがあり、コースには風が吹いている。上空を飛ばせばゴルフボールよりも大きく風の影響を受けるため、軌道変化が発生し易い。コースはゴルフと同じ3ホール、9ホール、18ホールと選べる。
また、水のあるコースでは、水平に飛ばすことで水切りができることもある(ただし確率は低い)。一部の湖には網が掛かりフリスビーが水没しないようになっている。

### アーチェリー
ヌンチャクを繋いで屋外でのターゲットアーチェリーを遊ぶ。垂直に立てたWiiリモコンを弓に見立て、ヌンチャクを後ろに引くことで弦を引き絞る動作を再現している。その為、右利きの人でもWiiリモコンを左手に、ヌンチャクを右手に持って遊ぶように指示されるが、これは実物の弓を引く際にはそれなりに力が必要なので、昔から多い右利きの人が右手で弓を引いているのが作法として今も受け継がれているからであり、力は必要無いこのゲームでは律儀に指示通りにしなくてもプレイに支障は無い。スタビライザーやサイトはついていないベアボウでプレイする。
4つのステージで3回ずつ矢を射り、12射の合計点を競う。的に当てた時の点数は1点-10点まであり（的を外せばもちろん0点）、当然、矢が当たる位置が的の中心になるほど得点は高くなる。中心に当てる為には風の強さ、風向き、重力が矢に与える影響をしっかり考慮する必要がある。的との距離が遠くなるほど矢が受ける風と重力の影響も大きくなる。
各ステージには背景の中にはチャンバラの居合切りで登場したメロンやオレンジなどの秘密のターゲットが隠されており、それに当てると矢の位置が中心、端に関わらず10点獲得する。ただし、かなり奥に設置されている上に小さいので当てるのは非常に難しい。難易度には初級、中級、上級と3種類あるが、中級では的が左右に動き、上級では的が動くだけでなく、的と自分との間に壁となる板があったり、的が目線よりもかなり上に設置されたりしている。
Miiを選び、難しさを選んだ後Wiiリモコンの2ボタンを押しっぱなしにすると風の向きと強さが非表示になり、さらに、弓を引いた時、通常は視界が狭くなり、どこを狙っているかわかるが、視界が通常のままになり、難しくなる。

### バスケットボール
Wiiリモコンをボールに見立てて遊ぶ。横に倒したリモコンの正面を体の内側に向けて、片手で振るとドリブルをする。Bボタンを押すとシュート体勢になり、Bボタンを押しながらリモコンを頭上に振り上げるとジャンプし、それから手首のスナップを効かせてリモコンを振るとシュートをする。ジャンプの頂点でシュートすると決まりやすい。当然、ゴールとの距離が遠くなるほど外れやすい。
スリーポイントコンテスト
ゴールの左、左斜め前、正面、右斜め前、右の5方向からそれぞれ3Pシュートを5回行い、25回のシュートの合計点を競う。制限時間は60秒（だが、シュートする場所を移動する時も時計が止まらない）。このゲームでは3Pシュートが決まっても3点入る訳ではなく1点として数える。ただし、5投目のカラーボールは特別なボールで2点として数える。よって得点の上限は（1+1+1+1+2）×5＝30点満点となる。 なお、満点に限り残り時間がボーナスとして加点される。

試合
3on3での勝負である。ディフェンスにボールを奪われるか、オフェンスがシュートすると（成否に関わらず）攻守交替。オフェンスがAボタンか十字キーを押すと味方にパス。ディフェンスはWiiリモコンを振ることでボールを奪えるが、ボールが自分の正面にある時でないと上手くいかず、失敗するとMiiがこけるため、オフェンスにドリブルで突破される隙ができてしまう。オフェンスがBボタンでシュート体勢になるとゲージが約5秒間表示され、ゲージが無くなるまでにシュートしなければならない（またジャンプ時にボールを投げずに降りてしまうとトラヴェリングとなり、攻守交替する）。この時ディフェンスはリモコンを振り上げるとシュートブロックの為にジャンプするが、タイミングがズレるとブロックは失敗する。スリーポイントラインの外側からのシュートは3点、内側からだと2点獲得となる。ゴール下付近の青いエリアからはダンクシュートが可能である（ただしノーマーク時に限る）。力み過ぎると失敗することもある。熟練度1500前後になるとチャンピオン（トミー）との対決になる。
通常は昼間での試合になるが、Miiの選択が終わって試合が始まるまでにWiiリモコンの2ボタンを押しっぱなしにすると、夜間での試合になる。

### ピンポン
卓球。Wiiリモコンをラケットに見立てて遊ぶ。なおシェークハンドとペンホルダーの区別は無い。前作のテニスではダブルスしか遊べなかったが、本作では逆にシングルスのみとなっている。ポジション移動は自動的に行われ、プレイヤーはタイミング良くWiiリモコンを振って球を打つだけ、という簡単な操作なのは前作のテニス同様。そして、Wiiモーションプラスに対応したことで前作以上にスイングのタイミングによる左右の打ち分けなど、細かい操作が容易に可能になった。左右に振られ過ぎたり打つのが早過ぎたりすると無理な体勢で打ち返してしまい、弱くてヨレヨレした打球になり、相手にスマッシュのチャンスを与えてしまう。スマッシュした打球には、派手な音とオレンジ色のエフェクトが付く。
試合
デュースありの6点マッチ。20対20になると引き分けとなる。ちなみに、キャラ選択が終わって試合が始まるまでにWiiリモコンの2ボタンを押しっぱなしにすると、11点マッチになる。
熟練度1500前後になるとチャンピオン（ルシーア）との対決になるが、これに勝利すると特典があり、キャラ選択が終わって試合が始まるまでにリモコンの1ボタンを押しっぱなしにすると、プレイヤーのMiiがラケットではなくスリッパを持つようになる。
連続リターン
サーバー（グレッグ）が次々に打ってくる球をひたすら打ち返すモード。一回でもミスすれば終了となる。リターンを10回成功させると台上に空き缶が出現し、打ち返した球を缶に当てて倒すとボーナス点としてさらに3点が加算される。缶は同時に2つ以上出現せず、打球を当てるまで移動もしない。倒れた缶は消滅するが、すぐに別の位置に新しい缶が出現する。最大999点。

### ゴルフ
前作に引き続き収録された。Wiiリモコンをゴルフクラブに見立てて遊ぶ。選択したクラブの種類やスイングの強さによってボールの飛距離が変わる点は前作と同様。前作ではフックやスライス回転のボールを打ったり、バックスピンを掛けることはできなかったが、Wiiモーションプラスに対応した本作では可能となり、より操作性がリアルになった。前作では9ホールまでだったが、本作では18ホールまで遊べるようになっている（隠されたスペシャルホールが3つ存在するので、全部で21ホールになる）。
前作と同じようにMiiを選んだ後Wiiリモコンの2ボタンを押しっぱなしにするとホールのマップ、風の向きと強さ、スイングのパワーのメーターが非表示になり、難しくなる。

### ボウリング
前作に引き続き収録された。Wiiリモコンをボールに見立てて遊ぶ。振る強さ、手首のひねり具合、Bボタンを離すタイミングで様々な変化球が投げられる点は前作と変わっていないが、Wiiモーションプラスに対応した本作では、より容易に回転を掛けられるようになり、それに伴いコントロールの精度も要求されるようになった。最初に利き腕を設定する際に、ボールを投げる操作のオートとマニュアルを選ぶ必要がある（設定は後からでも変更可能）。オートはBボタンを押したままリモコンを振るだけでボールを投げ、マニュアルはボールを投げるタイミングをBボタンを離すことで決定する。Bボタンを押しても、プレイヤーが動き出すまでMiiも動かない。右利きの場合、初期位置がレーンの中心よりも右よりになり、逆に左利きだと左よりになる。
キャラ選択が終わって試合が始まるまでにWiiリモコンの十字キーのいずれかの方向を押しっぱなしにすると、その方向に対応した色のボールが使える（↑だと青、←だと赤、→だと黄、↓だと緑）。
スタンダード
通常のボウリングゲーム。第10フレームまでの得点を競う。上限は300点。
100ピンゲーム
その名の通り、一度に100本のピンを並べてボウリングを行うモード。第10フレームまでの得点を競う。上限は3000点。レーンが通常より縦にも横にも長く、両サイドに高い壁があるので普通に投げればまずガターにはならない。前作のトレーニングモードにあった「なぎ倒し」が元になっており、なぎ倒しの最終フレームにあった「秘密のストライク」のスイッチも存在している（よく目を凝らすと、両サイドの壁の奥の暗闇に赤いスイッチのようなものがあるのが見える）。両サイドの壁（どちらでも可）の上にボールが乗るように投げ、そのまま真っ直ぐボールが奥まで転がればスイッチがカチッと押され、ドーンやボーンといった爆発音が鳴り響き全てのピンが倒れる。
かべよけ
レーン上にある障害物（壁）を避けるようにボールを投げてピンを倒すモード。前作のトレーニングにも収録されていた。第10フレームまでの得点を競う。上限は300点。第1フレームはかべレベル初級から始まるが、投球結果によって次のフレームの難易度が変わり、スペアを出すと中級、ストライクを出すと上級になる。かべレベル上級でスペア以上が出せなければ次は一つ下の難易度に下がる。なお、第10フレームは壁が全くなくなる。壁は止まっているものもあれば動いているものもあり、うまく壁の端にボールを当てれば軌道修正を行うことが可能である（ボールを当てても反射はせず、一瞬弾かれるのみで進行方向はほぼ変化しない。正面から当たると止まってミス扱いになる）。

### マリンバイク
ヌンチャクを繋いだWiiリモコンをマリンバイクのハンドルに見立てて遊ぶ（右手にリモコン、左手にヌンチャク）。この時、リモコンの十字キーとヌンチャクのスティックが手前になるように水平にして持つ（ハの字になるように持っても可）。AかBボタンを押し続けると前に走り、リモコンとヌンチャクを左右に傾けると傾けた分だけその方向に曲がる。走行中にバイクのアクセルを吹かすようにリモコンを手前にひねるとダッシュする（ダッシュのパワーは常に表示されているゲージの溜まり具合に比例する）。一度ダッシュするとゲージは空になるが、このゲージはすぐに自動回復する。ちなみに勢い良く波に乗るとジャンプするが、ジャンプ中にダッシュしても加速しない上、パワーだけを消費してしまうので注意が必要。
リングくぐり
マリンバイクを走らせて次々出現するゲートをくぐって行き、ゴールするまでに獲得した点数を競う。ゲートにはタイマーが付いており、ゲートをくぐった時にこの値と同じ分だけ得点が入る。タイマーはゲートが出現して1秒後からカウントダウンが始まる。最初は10から始まり、0.05秒毎に0.1ずつ減少、タイマーが1.0になるとカウントダウンが止まる。出現するゲートの中には、中央に小さなボーナスリングが一緒になって出現するものもあり、それをくぐると入る得点が2倍になるが、ボーナスリングの幅は狭いので確かなハンドル操作が要求される。また、ボーナスリングの中には宙に浮いているものもあり(最終ステージでは全部浮いている)、そのタイミングで波を使ったジャンプを決めなければならない。なお、ゲートをくぐらなくても先へ進めるが（逆走してゲートをくぐり直すことは不可）、ゴールゲートだけは進行方向からくぐらないとゴールできない。なお、リングくぐりをスタートさせる前に「-」ボタンを押すとフリー練習として海面を自由に走ることができる。フリー練習は制限時間5分であるが、ウーフーアイランドの周辺海面にバルーンが浮いておりこれを割ると1分単位で時間延長ができ（最大5個）、合計10分間フリー練習できる。うまくバルーンを見つけるとウーフーアイランドを1周できる。ただし、ウーフーアイランドから離れると波が高くなり、走行が難しくなる。
対戦
画面を上下に分割して2人でレースを行う。リングを順番にくぐっていき、先にゴールした方の勝利。COM戦はできず、必ずプレイヤー2人での勝負となる。

### カヌー
Wiiリモコンをパドルに見立てて縦に持って遊ぶ。水を掻くようにリモコンを前後に動かすとMiiがパドルを漕ぐが、左右で力のバランスが取れるように交互に漕がないと舟は前に進まない。曲がる時は曲がりたい方向の逆側を漕ぐ回数を多くする。本物のカヌー同様、我武者羅に漕ぐよりも、慌てずにしっかり漕いだ方が進みやすい。複数人(2〜4人)乗り用カヌーの場合は複数人で協力してパドルを漕ぐ。
チャレンジ
制限時間内にゴールを目指すがそこまでの距離は一定ではなく、前のチャレンジでゴールした時の残り時間によって次のチャレンジの距離が変わる。難易度は初級（制限時間60秒）、中級（制限時間80秒）、上級（制限時間100秒）の3種類があり、いずれも初めてプレイした時の距離は100mである。なお、各難易度とも赤いテープがあり、全ての難易度でここまで辿り着けばスタンプがもらえる。難易度が上がると距離だけではなく、障害物も増える。
対戦
2人乗り用カヌーでコース上のチェックポイントを先に通過できた回数を競う（画面は分割しない）。5ポイント先取した方の勝利。1人プレイは不可。

### 自転車
ヌンチャクを繋いで遊ぶ。本作では唯一、Wiiリモコンをその競技に関係した物に見立てて持たない（強いて言えば両ペダルに見立てている）。マラカスを演奏するように両手を交互に振るとMiiがペダルを漕いで前に進み、左右に傾けるとその方向に曲がる。手を振るスピードが上がるとスパートをかけて走る。手を休めても少しの間だけ走るのですぐには止まらない。すぐに止まりたい時はリモコンのBボタンかヌンチャクのZボタンでブレーキがかかる（両方同時に押すとブレーキの効きが強くなる）。Miiにはスタミナの概念があり、3つのハートマークで表示される。スパートをかけ続けるとスタミナの消費が激しくなり、完全に無くなると息切れを起こして動けなくなるので、ペース配分を考える必要がある。手を休めてペダルを漕がずにいるとスタミナは徐々に回復していくが、他の選手を風除けにして空気抵抗を減らすことで、通常よりも早くスタミナを回復できる。
ちなみにヌンチャクのスティックを動かすとベルが鳴り、両手を素早く同時に上げると少しの間ウイリー走行する。
ロードレース
長い距離のコースで大勢の選手と競走し1位を目指す。いわゆるCOM戦。プレイヤーは必ず最下位（1ステージレースは30位、3ステージレースは50位、6ステージレースは100位）からスタートする。
2人プレイ時はタンデム自転車に乗り、協力して走る形になる。2人のペダルを漕ぐタイミングが上手く合えば足元が光ってスタミナの消費が半減する。プレイヤー間では「ダブルブースト」と呼ばれている。また、ハンドル操作は基本的に1Pが行うが、2Pも同じ方向に傾けるとより素早く旋回できる。
対戦
画面を左右に分割して2人で競走する。そのため2人でしか遊べない。上記のロードレース同様にCOM選手も一緒に走る。しかしあくまで2人のプレイヤーのどちらが先にゴールするかの勝負であるため、COM選手が1位でゴールしても問題無い。スパートをかけるタイミングが勝負の分かれ目となるので、COM戦以上に駆け引きが要求される。

### スカイレジャー
その名の通り、空に関係したレジャーを行うゲームである。実際のスポーツと同じように、体を動かして楽しむ本作では例外的に、ほとんど体を動かさずにプレイできる。
スカイダイビング
Wiiリモコンを自分のMiiそのものに見立てて遊ぶ（リモコンのポインター側がMiiの頭部でAボタン側が背部）。1人用。初めて本作のソフトを起動する時にオープニングのデモでプレイするゲームでもある（キャラ選択が終わって本番が始まるまでWiiリモコンの2ボタンを押しっぱなしにするとデモプレイが開始される）。リモコンを画面に対して真っ直ぐ水平に持つことでスカイダイビングの基本姿勢になる（空気抵抗が最大になるのでゆっくり下降する）。リモコンを傾けるとMiiの姿勢もそれに応じて変化する。基本的に、進みたい方向へ少し傾ければその方向に移動する。リモコンを垂直にすると空気抵抗が最小になり急降下する。
プレイヤーのMii以外にも沢山のMiiが一緒に飛び降りており、やることはフォーメーションスカイダイビングに近い。プレイヤーが他のMiiに接近すると自動的にそのMiiをキャッチできる。1人でもキャッチした時点でカメラマンが写真を撮ろうとするのでシャッターが切れるまでの数秒間にできるだけMiiとのキャッチを繋げていく（自分を入れて5人まで繋げるとパーフェクトキャッチになり、写真撮影のチャンスが1回増える）。これを繰り返して、より多くのMiiと写真を撮って得点することを目的とする。
下降する内に集合高度まで達すると、それまでに写真を撮った全てのMiiが集まり、人数に応じて幾つかの輪を自分達の体で構成する(一人も手を繋がなかった場合はカメラマンが一緒に写ってくれる、カメラはどうしているかは不明)。その輪をくぐると、輪を構成したMii達がプレイヤーのMiiを中心としたフォーメーションに加わり、真上からのアングルのフォーメーション写真が撮影される（一度に多くのMiiの顔を撮影できるので得点が高い。フォーメーションの最大人数は自分を入れて30人）。その後は自動的にパラシュートが開かれて終了する。
遊覧飛行
Wiiリモコンをプロペラ機に見立てて、模型の飛行機で遊ぶ時のようにリモコンを軽く持って遊ぶ（リモコンが飛行機の胴体部でポインター側が前方）。上記のスカイダイビングと同じく、進みたい方向にリモコンを傾ければその方向に移動する（リモコンをひねると錐揉み回転）。ヌンチャクを繋いでも遊べる。本作の舞台となっているウーフーアイランドやウェッジ島の隅々を制限時間5分の間に自由に飛び回って楽しむ（洞窟やトンネル内も飛行可能）。何度クラッシュしても問題無く、クラッシュした付近の場所から再開する（これを使用してショートカットも可能）。また海や湖などに着水も出来る。ただし地面や溶岩への着地はできない。
飛行機は何もしなくても自動で前に進み、Wiiリモコンを素早く押し出すと少しの間加速し、逆に素早く引き戻すと少しの間減速する。リモコンのBボタンかヌンチャクのCボタンを押している間はエンジンが停止、リモコンの十字キーかヌンチャクのスティックで視点変更、リモコンのAボタンかヌンチャクのZボタンで前方に風船を割るバルーンポッパーと呼ばれる弾を発射、1ボタンで上空に青い信号弾を撃ち上げることができる。
なお、1人用モードであるが熱練度のシステムは存在しない。
島には80もの名物・名所が存在し、近づくと「i」のマークが表示され、そのスポットに関する情報を受信できる。「i」マークに触れるとフライトレコードにその記録が残り、「i」マーク10個に触れる度に8つある隠し要素が1つ解放される。フライトレコードに表示される「i」マークはプレイヤーが獲得した順番に記録されるため、一人ひとりが違ったフライトレコードになる。
対戦飛行
画面を上下に分割して2人で対戦する。そのため2人でしか遊べない。相手の機体の背後にある20個の風船をバルーンポッパーで撃ち合い、相手の風船の残数を0にするか、タイムアップ時に残数の多い方の勝利となる（同数の場合は引き分け）。制限時間は3分で、持てる風船の数の上限は30個。飛行機の操作法は上記の遊覧飛行と同一。このゲームではクラッシュすると風船が減る（だが、何回クラッシュしても風船は最低1残るので負けにはならない）。
ちなみに対戦中は、風船の補給ポイントが島の何処かに出現する（分かりやすいように信号弾が上がる）ので、そこにある風船マークに触れれば逆転もある（一度に補給される風船の数は10個）。補給ポイントはどちらかのプレイヤーが補給に成功するか、出現から一定時間が経過するかで別の場所に移動する。

## その他
全ての種目で名人に昇格すると、全種目名人達成メールがWii伝言板に届く。同様に、全ての種目で超人に昇格すると、完全超人達成メールがWii伝言板に届く。

## テレビCM
ナレーションはいずれも窪田等。 
ナインティナイン対決
2009年6月4日放送開始。対戦内容の詳細は期間限定で『みんなのニンテンドーチャンネル』と「Wii.com」で見ることができた（現在は終了）。
- ナインティナイン - 岡村隆史が各種目ごとの相手と対戦し、矢部浩之がその対決に関する解説や感想などを喋る。
- 山本博 - アーチェリー
- 石田純一 - ゴルフ
- 福本清三 - チャンバラ
- 田臥勇太 - バスケットボール
- 石川佳純 - ピンポン
- 三倉茉奈・佳奈 - カヌー（解説の矢部も参戦）。

嵐バージョン
2010年11月1日放送開始。Wiiリモコンプラス パックの発売に伴うCM。
- 大野智
- 相葉雅紀

## スタッフ
- ディレクター：嶋村隆行、山下善一
- プランニング：平竹晋也、池松真一
- スクリプト：和田誠、村上哲司
- プログラミングディレクター：中嶋惣一
- システムプログラミング：西田憲一
- ゲームプログラミング：佐藤賢太、堂田卓宏、鈴木一郎、宮本健、松岡伸二、岡村祐一郎、片岡豊樹、中村正宏
- サーバプログラミング：穐丸武俊、小山尚志、北川敬伸
- プログラミングサポート：佐藤雄久、加藤俊策
- プログラミングアドバイザー：太田敬三
- デザインディレクター：蔭山大輔
- 3Dシステムデザイン：新川和明
- リード3Dデザイン：大坪大剛
- 3Dデザイン：森本嘉久、渡辺美樹、岩崎智美、田中陽子、小林徹也、平川晃太郎、村田翔
- リードUIデザイン：豊田十紀彦、竹内真平
- UIデザイン：岡田智子
- 3DUIデザイン：三浦竜也
- エフェクトデザイン：西部耕智、福田陽子
- エフェクトデザインマネージメント：井上圭次郎
- デザインサポート：尾山佳之、阪口翼、濱口貴広、石川直博、伊藤大介、瓜田範子、呉屋修範、今津委己、木下かおり
- サウンドディレクター・プログラミング：川村昌史
- ミュージック：永松亮
- プログレスマネージメント：加藤圭三、竹内尚義
- テクニカルサポート：角井博信、安田芳人、岩本光生
- デバッグ：兵藤公治、山田良輔、川谷隆士、スーパーマリオクラブ
- オリジナルゴルフデザイン：三木研次
- アートワーク：小泉亮、小滝由佳
- スペシャルサンクス：木下恵子、川内寛彦、株式会社デジタルスケープ、任天堂情報開発本部
- プロデューサー：江口勝也
- チーフプロデューサー：松岡啓太
- ゼネラルプロデューサー：宮本茂
- エグゼクティブプロデューサー：岩田聡